# Józef Chnaniszo
Józef Chnaniszo (imię świeckie Josip Chnaniszo, syr. ܡܪܝ ܝܘܣܦ ܚܢܢܝܫܘܥ, ur. 1893, zm. 3 lipca 1977 w Bagdadzie) – duchowny Asyryjskiego Kościoła Wschodu, w latach 1918-1977 biskup Szamisdanu. Przez Kościół asyryjski uznany za świętego.

## Życiorys
Urodził się w małej wiosce Mar Iszu na dalekich rubieżach dzisiejszej Turcji, przy granicy z Irakiem. Pochodził z szanowanej i pobożnej rodziny, która w przeszłości dała Kościołowi Wschodu dwunastu biskupów.
Od dzieciństwa czuł powołanie do służby kapłańskiej. Uczył się teologii i dawnego języka aramejskiego pod okiem krewnego swojego ojca, księdza Rehanny. Już w wieku 12 lat przyjął święcenia diakonatu. Na kapłana został wyświęcony w roku 1912. W 1914 został wysłany jako reprezentant metropolity szamisdańskiego Izaaka na posiedzenie Synodu omawiającego przyszłość Kościoła asyryjskiego w warunkach I wojny światowej. 10 sierpnia 1914 otrzymał sakrę biskupią z rąk patriarchy Szymona XIX Beniamina. Od tego czasu do roku 1916 był asystentem patriarchy. W 1916 r., gdy tureckie ludobójstwo zbierało krwawe żniwo, Józef udał się wraz z dużą grupą wiernych do irackiego miasta Bakuba, gdzie znalazł schronienie przed prześladowaniami. 2 grudnia 1918 został podniesiony do godności metropolity. W 1933, gdy władze irackie wygnały patriarchę Szymona XXII Iszaję z kraju, Mar Józef objął opieką duszpasterską wszystkich wiernych mieszkających w Iraku. Zmarł 3 lipca 1977 w Bagdadzie. Na jego uroczystym pogrzebie obecni byli przedstawiciele Kościoła rzymskokatolickiego, w tym oficjalni wysłannicy papieża Pawła VI, a także hierarchowie Chaldejskiego Kościoła Katolickiego (m.in. patriarcha) i Syryjskiego Kościoła Ortodoksyjnego oraz iraccy dostojnicy państwowi.
Józef Chnaniszo zasłynął ze spisania wielu modlitewników, dzieł teologicznych oraz obszernego zbioru asyryjskich hymnów. Oprócz tego sam pisał pieśni i hymny przeznaczone na różne święta kościelne. Jego brat i siostra również poświęcili swe życie Bogu wstępując do zakonu.